# Dabie-Bandavirus
Das Dabie-Bandavirus (englisch Dabie bandavirus,  Severe fever with thrombocytopenia syndrome virus, SFTSV; Spezies Bandavirus dabieense, früher Huaiyangshan banyangvirus) ist Virus der Gattung Bandavirus (früher Banyangvirus) aus der Familie Phenuiviridae in der Ordnung Bunyavirales (Stand Mitte April 2024).
Als Serogruppe werden diese Viren als Bhanjaviren klassifiziert (s. u.). Es gibt zwei Subspezies, das SFTS-Virus (SFTSV, synonym Huaiyangshan-Virus), und das Bhanja-Virus (BHAV). Früher wurde diese Virusspezies auch als SFTS Phlebovirus der Gattung Phlebovirus zugeordnet. Diese gehört heute ebenfalls zur Familie Phenuiviridae, war damals aber noch in die Familie Bunyaviridae (derselben Ordnung Bunyavirales) gestellt. Neben dieser vom International Committee on Taxonomy of Viruses (ICTV) bestätigten Spezies wurde für die Gattung Banyangvirus als weitere Spezies das Heartland-Virus (als Heartland banyangvirus) vorgeschlagen.
SFTSV gehört wie alle Bunyavirales zu den Einzelstrang-RNA-Viren negativer Polarität: (-)ssRNA. Der frühere Gattungsname Banyangvirus ist eine Zusammensetzung aus den Namen der Subspezies Bhanja virus und Huaiyangshan virus, gefolgt vom Suffix '-virus' für Virusgattungen.
Der Gattungsname Bandavirus ist ein Kofferwird aus „Banyang“ und „Dabie“, wieder gefolgt vom Suffix '-virus' für Virusgattungen.
Das SFTS-Virus ist der Auslöser des SFTS (Schweres-Fieber-mit-Thrombozytopenie-Syndrom), das durch Bisse von Schildzecken übertragen wird, weshalb das SFTS-Virus zu den Arboviren gehört.

## Struktur

### Virion
Als Mitglied der Bunyaviren (Ordnung Bunyavirales) ist das SFTSV behüllt, mit einzelsträngigen, segmentierten RNA als Genom. In die Virushülle sind zwei 5–10 nm lange Glykoprotein-Spikes (die Virusproteine Gn und Gc) eingelagert. Das Kapsid (ein Ribonukleokapsid) ist 2 bis 2,5 nm dick und je nach Länge des RNA-Stranges 200–3000 nm lang und von helikaler Symmetrie.

### Genom

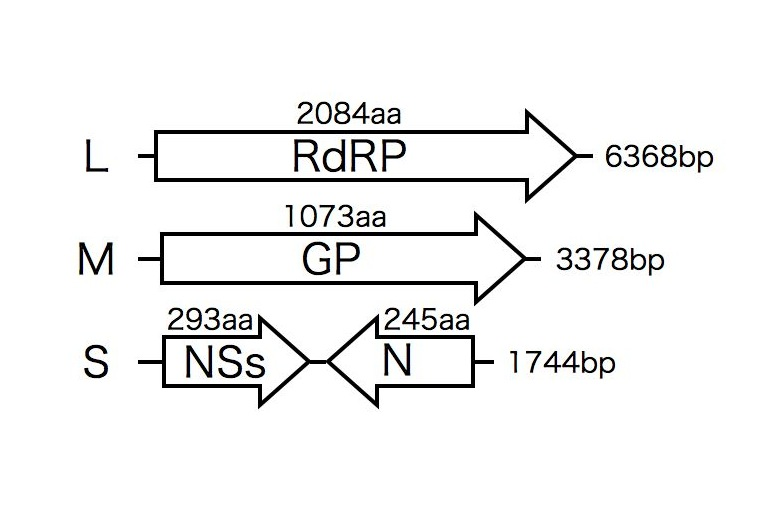
Genom des SFT-Virus, Stamm DBM

Das RNA-Genom des SFTS-Virus ist in 3 Teile segmentiert, large (L, 6368 nt), medium (M, 3378 nt) und small (S, 1744 nt). Das L-Segment codiert für die RNA-abhängige RNA-Polymerase (RdRP) mit 2084 Aminosäuren. Das M-Segment codiert für das Vorläufer-Glykoprotein von 1073 Aminosäuren, aus dem durch Proteolyse die Glykoproteine Gn und Gc entstehen. Das S-Segment ist eine ambisense-RNA von 1744 Nukleotiden mit zwei durch 62 Nukleotide getrennten gegenläufig orientierten Genen, die für das NP- (245 Aminosäuren) und das NSs-Protein (293 Aminosäuren) codieren. Die RNA-Segmente sind vorwiegend negativer Polarität, teilweise jedoch auch ambisense RNA.

### Virusproteine
Aus dem Genom des SFTSV werden 6 virale Proteine hergestellt, darunter eine RNA-abhängige RNA-Polymerase (RdRP) zur Vervielfältigung des Genoms, ein Vorläufer-Glykoprotein (M), ein Glykoprotein N (Gn), ein Glykoprotein C (Gc), ein Nukleoprotein (NP) und ein nichtstrukturelles Protein (NSs, kommt nicht im Virion vor). Das NSs ist ein Virulenzfaktor und hemmt die Induktion von Interferonen sowie deren Signaltransduktion durch Sequestrierung von TRIM25, RIG-I, TBK1, IRF-3, STAT1 und STAT2 in viralen Einschlusskörperchen im Zytosol einer infizierten Zelle.

## Evolution

Verbreitung in Japan am 27. April 2016

SFTSV und BHAV werden zusammen mit dem Heartland-Virus  serologisch als Bhanjaviren klassifiziert.
Es wurden 5 Genotypen (A–E) des SFTS-Virus beschrieben. In China wurden alle 5 Genotypen gefunden, während in Südkorea A, D und E vorkommen und in Japan nur Genotyp E. Vermutlich ist das SFTS-Virus im Dabie-Gebirge in Zentralchina zwischen 1918 und 1995 erstmals aufgetreten.

## Infektion und Krankheitsbild

### Infektionsroute

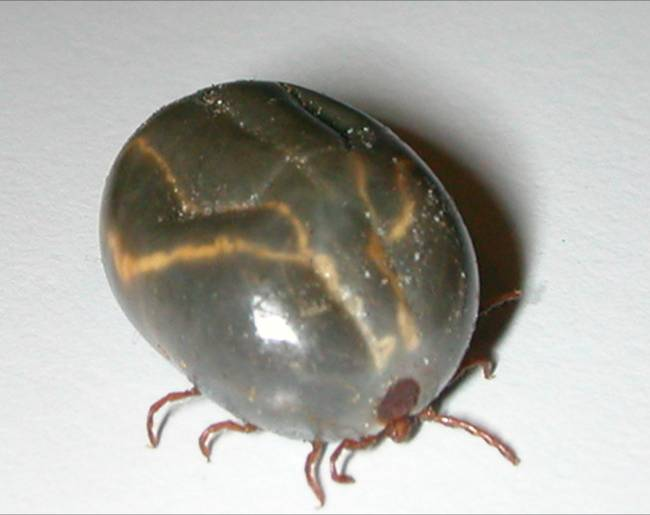
Haemaphysalis longicornis

SFTSV wird durch Haemaphysalis longicornis, Ixodes nipponensis, Amblyomma testudinarium und Rhipicephalus microplus übertragen. Daneben kann auch eine Schmierinfektion durch infizierte Menschen erfolgen. Infektionen des Menschen erfolgen hauptsächlich von Mai bis Juli, mit einem Schwerpunkt im Mai. In einer Broschüre des koreanischen Umweltministeriums und dem Nationalen Institut für Umweltwissenschaften werden die Monate von April bis November genannt.
Der Tropismus umfasst Menschen und vermutlich Schafe, Ziegen, Rinder, Schweine, Hunde und Hühner, da bei diesen Arten seropositive Vertreter gefunden wurden. Risikofaktoren für eine Infektion des Menschen sind die Dichte an Rindern, nasse Ackerbauflächen, Temperatur und die relative Luftfeuchtigkeit. In einer Broschüre des koreanischen Umweltministeriums und dem Nationalen Institut für Umweltwissenschaften werden Wildschwein, Hund, Eichhörnchen, Maus, Katze und Wasserreh als mögliche Wirte genannt.

### Symptome
Die Symptome einer Erkrankung des Menschen am SFTS-Virus umfassen hohes Fieber, Müdigkeit, Leukopenie und Thrombozytopenie, die als Severe fever with thrombocytopenia syndrome (SFTS) zusammengefasst werden. Die Letalität liegt beim Menschen bei 5,3 bis 7,3 % und betrifft gehäuft ältere Menschen.

### Diagnostik und Therapie
Für ein Virus- und Antikörper-Bestimmung existieren ein kompetitiver ELISA und ein Plaque-Assay/Virusneutralisationstest, der mit Vero-Zellen und Neutralrot durchgeführt wird. Als Tiermodell der Infektion mit SFTS-Viren können STAT2-negative syrische Goldhamster oder IFNAR-negative Mäuse verwendet werden.
Die Replikation des SFTS-Virus wird durch den experimentellen Arzneistoff Favipiravir in vitro und in vivo gehemmt.

## Geschichte
Das SFTS-Virus wurde 2009 von Xue-jie Yu und Kollegen aus dem Blut von SFTS-Patienten isoliert.